# Let's Twist Again
"Let's Twist Again" é uma canção composta por Kal Mann e Dave Appell e lançada pelo músico estadunidense Chubby Checker. Um dos maiores hit singles de 1961, chegou ao número oito na Billboard Hot 100 dos Estados Unidos e ao número dois no Reino Unido em fevereiro de 1962. A canção se refere a então popular dança twist e à canção "The Twist", lançada em 1960 por Checker. Em 1962, ele recebeu um Grammy Award para Melhor Canção Contemporânea por esta gravação.

## Posição nas paradas musicais
| Parada (1961–1962)                 | Melhor posição |
| ---------------------------------- | -------------- |
| Bélgica                            | 1              |
| Países Baixos                      | 1              |
| França                             | 18             |
| Alemanha                           | 12             |
| Itália                             | 3              |
| Noruega                            | 2              |
| Reino Unido (Record Retailer)      | 2              |
| Reino Unido (NME)                  | 1              |
| Estados Unidos (Billboard Hot 100) | 8              |
| Estados Unidos (Cash Box Top 100)  | 3              |
| Estados Unidos (Hot R&B Singles)   | 26             |

| Parada (1976) | Melhor posição |
| ------------- | -------------- |
| Áustria       | 11             |
| Bélgica       | 1              |
| Países Baixos | 3              |
| Irlanda       | 11             |
| Noruega       | 5              |
| Suécia        | 10             |

| Parada (2012) | Melhor posição |
| ------------- | -------------- |
| França        | 155            |